# ヴァイオリンとヴィオラのための二重奏曲 (モーツァルト)
ヴァイオリンとヴィオラのための二重奏曲ト長調K.423とヴァイオリンとヴィオラのための二重奏曲変ロ長調K.424は、ヴォルフガング・アマデウス・モーツァルトによって作曲された楽曲で、1783年に2曲まとめて作曲された。演奏・録音はそれほど多くはないが、モーツァルトが弦楽四重奏曲の傑作「ハイドン・セット」を作曲していた円熟期の名作であり、弦楽器による二重奏曲の分野では代表的な作品である。

## 作曲の経緯
この2曲の二重奏曲は、友人ミヒャエル・ハイドンの代役で、急遽作曲された。モーツァルトのかねてからの友人、ミヒャエル・ハイドンは、モーツァルトがウィーンで音楽家として独立するためザルツブルクを去ったあと、モーツァルトの後任として宮廷および教会の作曲家・ オルガン奏者を務めていた。そこで大司教コロレドから6曲のヴァイオリンとヴィオラの二重奏曲を命じられるが、4曲を完成させたところで、病気になってしまう。当時ウィーンに住んでいたモーツァルトは、妻のコンスタンツェとともにたまたまザルツブルクに帰省した際、ミヒャエル・ハイドンが病気で役目を果たせないでいることを知り、ミヒャエル・ハイドンの手法に倣って急遽作曲したのが、この2曲である。モーツァルトはハイドンには黙って2日で書き上げ、ハイドンの元に持参した時には楽譜に彼の名前のみ書かせたと言われる。
ただし、上記の主張はハイドンの弟子による伝承に基づくものであり、明確な出典を欠いているため、議論が続けられている。アルフレート・アインシュタインは、モーツァルトが2曲の楽譜を自分に送るよう依頼した父レオポルト宛の書簡（1783年12月6日と24日）から、この2曲の所有権をモーツァルトは手放していないとし、上記の話は創作だと否定している。Alison Elaine Spiethは、ハイドンの4曲とモーツァルトの2曲にははっきりと書法上の相違点があることを指摘している。
その後、金策に苦慮していた1788年にモーツァルトはハイドンの曲を含めて6曲出版する広告を出していたが延期されたとみられ、結局死後の1792年にアルタリアから2曲のみ出版された。

## 特徴
ヴァイオリンとヴィオラの2本だけという、扱いにくい室内楽の最小編成ながら、立派な室内楽曲に仕上げられている。楽器の性質からヴァイオリンが協奏的に扱われ、ヴィオラが伴奏にまわる場面も少なくないが、二つの楽器の掛け合いは絶妙で、魅力的な楽曲である。

## 構成
- ト長調K.423

1. Allegro
2. Adagio
3. Rondeau (Allegro)

- 変ロ長調K.424

1. Adagio - Allegro
2. Andante Cantabile
3. Thema. Andante grazioso - Variazioni I-VI - Allegro（主題と6つの変奏）

快活なK.423、穏やかで充実した情緒を持ったK.424と、対照的な曲風となっている。

## 編成
ヴァイオリン、ヴィオラ各1